# Dave Mantel
Pour les articles homonymes, voir Mantel.
David John Mantel, dit Dave Mantel, né le 15 septembre 1981 à Amsterdam (Pays-Bas) et mort le 1er décembre 2018, est un acteur, un producteur de films et un modèle pour photographe néerlandais.

## Biographie
Mantel était dans le feuilleton Les bons moments, les mauvais moments à voir comme Menno Kuiper de 2013 à 2014. En outre, il a été vu dans le film Les salutations de Mike et comme Tino dans le film international surchargé Spijt!, Au livre de Carry Slee. À la télévision, Mantel a joué des rôles dans les séries Danni Lowinski, Divorce et Doctor Tinus.
Depuis 2015, Mantel joue le rôle principal de Frank Farmer dans la comédie musicale The Bodyguard. En plus de son travail d'acteur, Mantel était également photographe et cinéaste. Il est également ambassadeur de Free A Girl depuis 2015 et s'est engagé à promouvoir la liberté des filles dans la prostitution forcée.
Mantel a obtenu son diplôme en 2005 à l’Amsterdam Theatre School et à la Kleinkunst Academy.
Mantel vivait à Amsterdam. Il est décédé naturellement à l'âge de 37 ans.

## Filmographie

### Cinéma
- 2010 : Majesty de Peter de Baan[3]
- 2010 : The Magicians de Joram Lürsen : le chasseur de nouvelles
- 2011 : The Heineken Kidnapping (en) de Maarten Treurniet : le policier numéro 2[4]
- 2012 : Süskind de Rudolf van den Berg : Frits Groenteman[5]
- 2012 : Quiz de Dick Maas : le policier[6]
- 2012 : Mike dans tous ses états de Maria Peters : Willem[7]
- 2013 : Spijt! de Dave Schram : Tino[8]
- 2014 : De Overgave : John
- 2016 : Hoe het zo kwam dat de ramenlapper hoogtevrees kreeg	 : le vieil homme Ben

### Téléfilms
- 2008 : De Club van Sinterklaas (nl) : Nieuwspiet
- 2009-2010 : Onderweg naar Morgen : Pieter van Velzen
- 2011 : The Passion (nl) : le disciple
- 2012 : Divorce : la collègue Sophie
- 2013-2014 : Goede tijden, slechte tijden : Menno Kuiper
- 2013-2015 : Dokter Tinus : Dennis Willaerts
- 2015 : The Bodyguard : Frank Farmer
- 2016 : The Passion (nl) : le bon criminel
- 2018 : De Spa (nl) : Eldin

### Producteur
- 2005 : En toen waren er nog maar
- 2009 : Bedgeheimen